# Fototapet
En fototapet är ett stort motiv som täcker en hel vägg. Fototapeten är uppdelad på olika tapetvåder som limmas direkt på väggen och tillsammans bildar det hela motivet. Fototapeter tapetseras sällan på samtliga väggar i ett rum utan fungerar oftast som en fondvägg.
Många förknippar fototapeter med 1970-talet då det var en stor trend för att sedan nästan helt försvinna under 1980- och 1990-talet. Länge fanns endast de kollektioner tillgängliga som tagits fram på 1970-talet. Men idag finns ett stort urval av fototapeter, nästan varje tapetleverantör har någon form av fototapet i sitt sortiment.
Den moderna fototapeten trycks numera digitalt vilket medför att man kan använda en egen bild och skapa en helt unik tapet.
En stor skillnad mellan fototapeter och traditionella tapeter är möjligheten till en obegränsad mönsterbild samt antalet samtida färger i en design. Traditionella tapeter trycks med valsar där varje vals trycker en färg. Valsen roterar och mönsterbilden är begränsad till valsens omkrets och bredd. Den moderna fototapeten trycks istället digitalt och blandar CMYK färger för att ge en näst intill obegränsad färgblandning. Den digitala tekniken använder inte valsar vilket medför att mönsterstorleken är obegränsad.